# Pat Riley
Patrick James Riley (* 20. März 1945 in Rome, New York) ist ein ehemaliger US-amerikanischer Basketballspieler und -trainer. Bekannt wurde er durch seine Zeit als Head Coach der Los Angeles Lakers in der NBA, zwischen 1981 und 1989.
Mit einer Bilanz von 1210 Siegen bei 694 Niederlagen gehört Riley zu den erfolgreichsten Trainern der NBA-Geschichte. In 20 Trainerjahren führte er sein Team 19-mal in die Play-offs, und achtmal ins NBA-Finale. Er wurde 1996 anlässlich des 50-jährigen Bestehens der NBA von ausgewählten Journalisten unter die 10 besten Trainer der NBA-Geschichte gewählt. 2008 wurde er in die Naismith Memorial Basketball Hall of Fame aufgenommen.
Seit 1995 ist Riley Teampräsident der Miami Heat.

## Karriere
Während seiner College-Zeit an der University of Kentucky lernte Riley von Trainerlegende Adolph Rupp. Zwischen 1967 und 1976 spielte Riley für die San Diego Rockets, Los Angeles Lakers und Phoenix Suns. 1972 gewann er dabei als Spieler mit den Lakers die NBA-Meisterschaft. 1981 wurde er Nachfolger von Paul Westhead als Cheftrainer der Lakers, als dieser nach einem Streit mit Starspieler Magic Johnson entlassen wurde. Mit Riley gewannen die Lakers vier Titel bis 1988, u. a. die erste Titelverteidigung als Los Angeles Lakers in der Vereinsgeschichte ('87, '88). Nachdem die Lakers in den Western Conference Semifinals 1990 gegen die Phoenix Suns ausschieden, gab Riley seinen Trainerposten auf.
Die New York Knicks holten ihn 1991, um aus ihrer Mannschaft um Starcenter Patrick Ewing einen Titelkandidaten zu machen. In den Play-offs 1993 erwiesen sich die Knicks bereits als härtester Gegner für Michael Jordans Chicago Bulls, aber erst 1994 gelang den Knicks der Finaleinzug. Dort unterlag man in einer ausgeglichenen Serie 3:4 gegen die Houston Rockets mit Hakeem Olajuwon. Nachdem 1995 der Titelgewinn erneut misslang, wechselte Riley nach Miami.
Bei der Miami Heat nahm er gleichzeitig die Aufgaben des Trainers und des General Managers wahr. Riley gelang es, mit Spielern wie Alonzo Mourning und Tim Hardaway eine hochkarätige Mannschaft aufzubauen. Zwischen '98 und 2000 unterlagen die Heat in den Play-offs jeweils Rileys ehemaligem Arbeitgeber, den Knicks. 2000 wurde beim Starspieler der Heat, Alonzo Mourning, ein Nierenschaden festgestellt, weshalb man in Miami auf ihn verzichten musste. Nachdem es Riley 2002 und 2003 nicht gelang, die Heat zurück an die Ligaspitze zu führen, gab er seinen Trainerposten an Stan Van Gundy ab um seine volle Aufmerksamkeit seinen Verpflichtungen als General Manager zu widmen. In dieser Zeit tauschte er Caron Butler, Brian Grant und Lamar Odom gegen den dominanten Center der Lakers, Shaquille O’Neal ein und baute um Dwyane Wade und O’Neal ein neues Team auf.
Am 12. Dezember 2005 nahm er seinen Posten wieder auf, um dann im Februar 2006 das Amt als General Manager an Randy Pfund abzugeben. Am 20. Juni 2006 gewannen er und die Miami Heat durch einen Auswärtssieg im sechsten Spiel der Finals gegen die Dallas Mavericks den NBA-Meistertitel. Für die Miami Heat war dies der erste Titelgewinn, für Riley selbst der fünfte. Ende April 2008 kündigte Riley seinen Rücktritt als Basketballtrainer an. Er blieb jedoch weiterhin Teampräsident der Heat. Als Teampräsident traf er weiterhin wichtige personelle Entscheidungen und war 2010 unter anderem für die Verpflichtung von LeBron James und Chris Bosh zuständig, die mit Dwyane Wade ein starkes Trio bildeten und mit denen er 2012 und 2013 die NBA-Meisterschaft gewann.